# خواكيم هوفمان
خواكيم هوفمان (بالإنجليزية: Joachim Hoffmann)‏ (و. 1930 – 2002 م) هو مؤرخ عسكري، ومؤرخ من جمهورية فايمار، وألمانيا النازية، وألمانيا الغربية، وألمانيا، ولد في كونيغسبرغ، توفي في فرايبورغ، عن عمر يناهز 72 عاماً.

## التعليم
تعلم في جامعة برلين الحرة، وجامعة هامبورغ.